# Soejatmi Dransfield
Soejatmi Soenarko de Dransfield ( 1939) es una botánica indonesia. Está casada con su colega el Dr. John Dransfield. Es una destacada especialista en bambús.
Obtuvo su Ph.D., en 1975, en la Universidad de Reading.

## Algunas publicaciones

### Libros
- soejatmi Dransfield, e.a. Widjaja. 1995. Bamboos. Volumen 7 de Plant resources of South-East Asia. Backhuys. 189 pp. ISBN 9073348358

- 1992. The bamboos of Sabah. Nº 14 de Sabah forest record. Forestry Dept. 94 pp. ISBN 9839554034

## Honores

### Epónimos
- (Poaceae) Soejatmia K.M.Wong[1]

- La abreviatura «S.Dransf.» se emplea para indicar a Soejatmi Dransfield como autoridad en la descripción y clasificación científica de los vegetales.[2]